# Мельница (гурт)
«Ме́льница» (з рос. — «Млин») — російський фолк-рок-гурт з Москви. Заснований 15 жовтня 1999 року. Вокалістка і основний автор пісень — Наталія О'Шей (Хелавіса).

## Історія
Гурт заснована в 1999 році колишніми учасниками гурту «Тиль Уленшпигель», яка на той час розпалася. На афішах першого концерту «Мельницы», який відбувся 29 жовтня 1999 року, все ще значилося «Тиль Уленшпигель», за що Хелавіса вибачилася перед публікою. В дебютний альбом «Мельница» під назвою «Дорога сна» («Шлях сну») увійшли декілька пісень, аранжувальником яких був Руслан Комляков, лідер гурту «Тиль Уленшпигель».
Гурт став популярним у 2005 році завдяки «Нашому радіо» хіт-параду «Чартова дюжина». Шанувальники гурту «Мельница» організували флешмоб і вивели пісню «Нічна кобила» в лідери хіт-параду. З тих пір «Мельница» — постійний учасник плей-листа «Нашого радіо», їх пісні часто перемагають у хіт-парадах. У тому ж 2005 році у складі Млини відбулися зміни. Кілька учасників відокремилися і утворили гурт «Сильфы». Але в грудні прийшли чотири нових учасника, двоє з яких грали також в гурті NetSlov. Тоді ж з'явилася друга вокалістка, Алевтина Леонтьєва, яка взяла участь у запису альбому «Зов крови» («Поклик крові», 2006). Співачка Алевтина покинула гурт у 2007 році.
У 2009 році «Мельница» записала новий альбом «Дикие травы» («Дикі трави»). У цьому ж році вийшов збірник хітів «Мельница: Кращі пісні». Паралельно з роботою в «Мельницы», Хелавіса виступає сольно, довгий час поширювались аматорські записи її концертів. Перший «офіційний» сольний альбом, «Леопард в городе»(«Леопард в місті«), вийшов в 2009 році. 
У 2011 році у гурта вийшов сингл «Рождественские песни», куди увійшли дві нові пісні — «Береги себя» і «Овечка». Сингл видавався обмеженим тиражем для відвідувачів різдвяних концертів гурту, надходити у продаж або перевидаватися він не буде.
28 квітня 2012 року відбувся реліз п'ятої платівки «Ангелофрения». В той же день «Мельница» презентувала новий альбом в Москві, в клубі Arena Moscow. Також вийшли DVD-запис концерту-презентації «Диких трав» і бокс-сет «Знак четырёх» — перевидання перших чотирьох альбомів гурту. Як бонус у «Знак четырёх» увійшли пісні «Береги себя» і «Овечка», включені в різдвяний сингл 2011 року. У листопаді відбулися зйомки першого кліпу гурту і матеріалу для другого кліпу з концерту гурту в Іжевську 25 листопада 2012 року.
11 січня 2013 року вийшов різдвяний міні-альбом «Радость моя», що включає 5 пісень. 26 вересня 2014 року вийшов перший офіційний концертний альбом гурту «Мельница» «Ангелофрения Live», що включає в себе запис 16 пісень з презентації альбому «Ангелофрения» в клубі Arena Moscow 28 квітня 2012 року. 25 жовтня 2014 року відбувся ювілейний концерт у Москві, присвячений п'ятнадцятиріччю гурту, а також народженню доньки у віолончеліста Олексія Орлова.
9 жовтня 2015 року вийшов альбом «Алхимия». 3 вересня 2016 року, в день народження Хелавіси, публіці був представлений кліп на пісню «Прощай» з останнього альбому. 15 жовтня 2016 року відбувся вихід нового альбому «Химера», концептуально пов'язаний з попереднім. У 2017 році перевидано два перших альбоми гурту, «Дорога сна» та Перевал. Нове видання включає в себе буклети з текстами пісень і новими ілюстраціями.
У 2019 році гурт «Мельница» святкує своє двадцятиріччя ексклюзивним релізом «2.0 (Vintage Sessions)». Відповідно до власних прагнень та численних проханнь шанувальників музиканти записали добірку улюблених пісень у живому виконанні та нових аранжуваннях. У «Vintage Sessions» взяли участь їх колеги та друзі Михайло Смирнов та Артем Якушенко, а супутнє відео зняв Олександр Карпов. 16 жовтня 2020 року відбувся реліз синглу «Рукописи». 
11 грудня 2020 року до виходу нового доповнення The World of Warcraft: Shadowlands гурт записав ексклюзивну пісню відбувся реліз синглу "Тёмные Земли" - колаборації гурту "Мельница" та компанії Blizzard Entertainment. Вони вже працювали разом над піснею "Дочь морей", що супроводжувала вихід доповнення The World of Warcraft: Battle for Azeroth. У російській локалізації відео Наталія О'Шей стала «голосом Джайни», і це виконання було дуже високо оцінене шанувальниками гри в усьому світі. 
12 березня 2021 року відбувся реліз альбому "Манускрипт". Свій восьмий за рахунком студійний альбом гурт записав у 2020 році. У Сергія Вишнякова вже були нариси до мелодій та рифів майбутніх треків. З одного з таких нарисів виросла «Апельсиновая Баллада» — перша пісня альбому, яка багато в чому визначила його настрій та звучання, а далі розпочалася робота над платівкою.
«У мене був досить довгий період, коли потрібно було «відженитися» від естетики та образів галактики Альхімейра та планети Люцифераза, тому я не поспішала з написанням нових текстів, дала собі можливість пошукати нові джерела натхнення. Вийшло вдало, що в цей час я опинилася на Близькому Сході і отримала можливість качати енергію безпосередньо з Леванту, познайомитися з новими духами місць і взагалі експериментувати», — розповідає Наталія О'Шей.
У березні концертне життя завмерло — розпочався локдаун, і за час карантину альбом був повністю дописаний.
«Якби не карантин, наприклад, не вийшло б пісні «Хамсин» — однієї з найголовніших та найпозитивніших в альбомі. І, напевно, «Сонет» залишився б тільки тінню на стіні печери мого серця».
У серпні музиканти нарешті знову зустрілися на студії і в рекордні терміни – всього за 7 днів – записали «Манускрипт» повністю, не рахуючи трохи пізніше сингла «Тёмные Земли», що увійшов до релізу.
Альбом вийшов гармонійним та дуже динамічним. У ньому є і наскрізний рух образів і сюжетів, і зовсім новий всесвіт, і нові герої, у тому числі й нова романтична пара (після Трістана та Ізольди з «Альхімейри»). В альбомі звучить струнний квартет та фортепіано, а деякі пісні записані у несподівано швидких для гурту темпах. «Чесно кажучи, мені самій здається, що під цю платівку однаково славно буде і пити шампанське, і читати Бомарше, і танцювати, і цілуватися», — говорить Хелавіса про результати роботи.
Вперше в історії «Мельниці» альбом повністю візуалізований: кожна пісня має не лише свою обкладинку, а й цілий комікс, на основі якого створено відеоряди для майбутніх концертів. «Тож глядачеві та слухачеві нікуди не сховатися, не втекти від того, що саме хотів сказати їм автор», — констатує Хелавіса.
10 червня 2022 року відбувся реліз синглу «Кащей». 
“Ідея пісні виникла в мене рівно рік тому, минулого травня, під час десятиденної військової операції між Ізраїлем та Сектором Газа, яку одна сторона називала “Страж стін”, а інша – “Меч Єрусалиму”. Між втечами в бомбосховище я надивилася на гарні розриви над морем, схожі на монстрів-світлячків, і все це транслювала беззмінному співавтору Ользі.
Коли ракетні обстріли завершилися і думки почали оформлюватись в рядки, ми зрозуміли, що нам потрібен новий ліричний герой — можливо, це Одіссей, що приплив з левантійського світу «Манускрипта», а може, і Кащей, що висить на ланцюгах у підвалі Марії Морівни з явно дорослими цілями. І таким чином історія війни та смерті обросла побутовим чаклунством і, як завжди, перетворилася на історію перемоги життя та кохання.
Цікаво, що спочатку написала я пісню під фортепіано, але ми вирішили не продовжувати грифонові експерименти, і Сергій, можна сказати, весь вклався в дуже сильний і незабутній риф, на якому будується пісня. У ньому є і тріск електричних розрядів, і гуркіт глибинних хвиль, і навіть трохи співу (чи завивання?) сирен.
Для нас «Кащей» — це крок до нового матеріалу та нового звучання, що практично формує пісня цього сезону.” - розповідає Хелавіса.
9 вересня 2022 року відбувся реліз синглу «Сердце ястреба».
«Пісня побудована на темі Сергія Вишнякова, яка відразу здалася мені дуже кіношною в плані «людина в чорному пішла в пустелю, і стрілець пішов за ним». Але в моїй голові тоді щосили гуляли чеські гусити на своїх бойових возах, і тому пісня вийшла набагато більш середньовічно-слов'янською, ніж передбачала її вестерн-основа. Наші слухачі завжди чекають на «повернення старої доброї Мельниці», і можливо, цей трек їх потішить», — розповідає Хелавіса.
На пісню «Сердце ястреба» режисерка Ксенія Баскакова зняла кліп. Зйомки проходили на території природного комплексу "Романцівські гори" в Тульській області.

## Учасники гурту
- Наталія О'Шей («Хелавіса») — вокал, ірландська арфа, перкусія, акустична гітара, вірші, музика, аранжування, художній керівник колективу.
- Олексій Кожанов (з грудня 2005 року) — бас-гітара, акустична гітара, аранжування.
- Дмитро Фролов (з грудня 2005 року) — ударна установка, аранжування.
- Сергій Вишняков (з лютого 2010 року) — електрогітара, акустична гітара, соло, бек-вокал, музика, аранжування, художній керівник колективу.
- Дмитро Каргін (з червня 2013 року) — флейта, аранжування духових.

### Сесійні учасники
- Василина Введенська — альт скрипковий. Лідер фолк-рок-гурту «Вилы». Сесійний учасник, травень 2000.
- Сергій Сєдих — гітара, електрогітара. Лідер рок-гурту «Северо-Восток[ru]», сесійний учасник концертів 2009—2010, взяв участь у записі альбому «Дикие травы» (2009).
- Ірина Суріна — вокал. Кантрі-фолк-співачка, колишня учасниця гурту «Кукуруза[en]» (1991—2000). Взяла участь в записи альбому «Дикі трави».
- Олена Нікітаєва — вокал. Взяла участь в записи альбому «Дикие Травы» та його презентації в СК «Олимпийский» (2009)
- Сергій Клевенський — духові. Взяв участь у записі альбому «Дикие травы».
- Макс Йорик — електроскріпка. Взяв участь у записі альбому «Дикие травы» та його презентації в СК «Олимпийский» (Москва) та ДС «Ювілейний» (СПб).
- Петро Нікулін — діджеріду. Взяв участь у записі альбому «Дикие травы».
- Микола Ооржак — горловий спів. Взяв участь у записі альбому «Дикие травы».
- Оскар Чунтонов — орган Хаммонда. Клавішник гурту Петра Наліча, Тетяни Зикіної. Взяв участь у записі альбому «Дикие травы» («Дикі трави»). Сесійний учасник московських концертів гурту з 2010 р.

### Адміністративно-технічна група
- Олексій Зінов'єв — звукорежисер сцени.
- Іван Савін — художник по світлу.

### Колишні учасники
- Ден Скуріда — гітара, перкусія, вокал. Із започаткування гурту до липня 2002 року. Учасник гурту «Ветер Воды».
- Марія Скуріда — скрипка, бек-вокал. Із започаткування гурту до липня 2002 року. Учасниця гурту «Ветер Воды».
- Наталія Філатова — флейта. Із започаткування гурту до жовтня 2005 року. Учасниця гурту «Сильфы».
- Олександр Степанов (Грендель) — гітара, перкусія, вокал, музика, аранжування. З започаткування гурту «Мельница» у жовтні 1999 року по грудень 1999 року був учасником гурту. З новими силами повернувся у січні 2001 року, щоб посилити і урізноманітнити звучання колективу. У червні 2007 року знову покинув гурту, був учасником фолк-гурту «АнарримА» до її розпаду.
- Діна Хацко — другий вокал, 1999 рік.
- Олександра Нікітіна — віолончель, 1999 рік.
- Олексій Сапков (Чус) — з жовтня 1999 року по березень 2010 року: гітара, вокал, перкусія, музика, вірші, аранжування. З березня 2010 року по червень 2017 року: директор колективу.
- Олексій Даниленко — віолончель, 2000 рік.
- Ольга Лопина — другий вокал, листопад-грудень 2000 року.
- Діна Нігматулліна — віолончель. З 2000 року до грудня 2003 року.
- Наталія Масевнина — скрипка. З вересня 2002 року до вересня 2003 року.
- Роман Лютославський (Прощенко) — перкусія, ударна установка. З вересня 2002 року до липня 2004 року.
- Інеса Клубочкина (Бурлакова) — скрипка. З жовтня 2003 року до жовтня 2005 року. Учасниця гурту «Сильфы».
- Наталія Котлова (Хмелевська) — віолончель. З грудня 2003 року до жовтня 2005 року. Колишня учасниця гурту «Сильфы». Учасниця гурту «Магелланово Облако»
- Євген Чесалов — бас-гітара. З квітня 2004 року до жовтня 2005 року. Учасник гурту «Сильфы».
- Олександр Леєр — ударна установка, перкусія. З липня 2004 року до жовтня 2005 року. Колишній учасник гурту «Сильфы».
- Марія Цодокова (Шанті) — вокал, бек-вокал. У листопаді 2004 року виступала з гуртом як друга вокалістка.
- Ірина Ширяєва — вокал, бек-вокал. У січні-травні 2005 року виступала з гуртом як друга вокалістка.
- Сергій Заславський — флейта, мелодика, жалейка, саксофон, акордеон, варган, аранжування. З грудня 2005 по травень 2013 року.
- Олексій Орлов — электровиолончель, віолончель, мандоліна, аранжування. З грудня 2005 року по червень 2017 року.
- Алевтина Леонтьєва — вокал, бек-вокал, вірші. З 27 травня 2006 року виступала з гуртом як друга вокалістка. 24 листопада 2007 року покинула гурт «Мельница», веде власні проекти.
- Олексій Тарасов (Альтар) — адміністратор гурту з травня 2005 по листопад 2010 року.
- Олексій Аржанов (Доктор) — звукорежисер (покинув гурту в жовтні 2011 року).
- Макс Черепанов — моніторний звукорежисер (до жовтня 2011 року)
- Олексій Денисов — звукорежисер (з листопада 2011 року по червень 2017 року).

## Дискографія
Основна стаття: Дискографія гурту «Мельница»

###### Студийні альбоми
- 2003 — «Дорога сна»
- 2005 — «Перевал»
- 2006 — «Зов крови»
- 2009 — «Дикие травы»
- 2012 — «Ангелофрения»
- 2015 — «Алхимия»
- 2016 — «Химера»
- 2019 — «2.0»
- 2021 — «Манускрипт»
- 2023 — «Символ Солнца»

###### Концертний альбом
- 2014 — «Ангелофрения Live»

###### Міні-альбоми
- 2004 — «Master of the Mill»
- 2013 — «Радость моя»

###### Сингли
- 2011 — «Рождественские песни»
- 2020 — «Рукописи»
- 2020 — «Тёмные земли»
- 2022 — «Кащей»
- 2022 — «Сердце ястреба»

###### Вінил
- 2013 — «Дорога сна»
- 2017 — Альхимейра
- 2019 — «2.0»
- 2021 — «Манускрипт»

###### Відеокліпи
- «Дороги» (2012) — режисер Вадим Шатров
- «Баллада о борьбе» (2014) — режисер Станислав Довжик
- «Контрабанда» (2014) — режисер Вадим Шатров
- «Прощай» (2016) — режисер Александр Карпов
- «Поверь» (2018) — режисер Ксенія Баскакова
- «Лики Войны: Джайна» (2018) —Анимаційне відео до гри «World of Warcraft»
- «Хамсин» (2021) — Анімаційний кліп
- «Грифон» (2021) — режисер Сергій Акрачков
- «Кащей» (2022) — Анімаційний кліп
- «Сердце ястреба« (2022) — режисер Ксенія Баскакова
- «Оберег» (2023)
- «Царевич» (2024) — режисер Костянтин Суєв

###### Лірик відео
- «Никогда» (2020) — Анімаційне відео
- «Саламандра» (2020)
- «Господин Горных Дорог» (2020)
- «Рукописи» (2020) — Анімаційне відео
- «Апельсиновая баллада» (2021) — Анімаційне відео
- «Мне нужен снег» (2021) — Анімаційне відео
- «Филидель» (2021) — Анімаційне відео
- «Сонет» (2021) — Анімаційне відео
- «Дом без дома» (2023)
- «Золото» (2024)
- «Одиночка»(2024)

### Інтерв'ю
- (Сергій Калінін) Наталья О'Шей: «Жизнь может не быть счастливой, но строго должна быть интересной» [Архівовано 26 жовтня 2017 у Wayback Machine.] // ИА «ЯРКУБ» (квітень 2014)
- (Сергій Калінін) Наталья О'Шей: «Новый альбом будет рыцарским романом, помноженным на космическую сагу» [Архівовано 3 вересня 2016 у Wayback Machine.] // ИА «ЯРКУБ» (грудень 2014)
- (Михаіл Бєляков) Эволюция «Мельницы», или «Алхимия» как любимый альбом коллектива [Архівовано 26 жовтня 2017 у Wayback Machine.] // ИА «ЯРКУБ» (травень 2016)

### Блоги
- melnitsa — портал, присвячений гурту «Мельница»
- ylgur — блог Хелавіси